# 麥肯齊 (北達科他州)
麥肯齊（英語：McKenzie）是位於美國北達科他州伯利縣的非建制地區。

## 歷史
麥肯齊的郵局於1887年設立，其後於1965年停運。

## 地理
麥肯齊所處的海拔為高於海平面520米（即1706英呎），而該地所採用的時區為UTC-6，即北美中部时区（CST）。同時該地設有夏令時間，為UTC-6調快一小時，即UTC-5（CDT）。